# Pseudamycus
Pseudamycus là một chi nhện trong họ Salticidae.